# Сити (медия)
Вижте пояснителната страница за други значения на Сити.
Радио и телевизия Сити (оригинално изписване: „City“) е българска музикална медия за съвременна музика.

## Радио City
Радио City стартира на 23 февруари 2001 година. Форматът на радиото е CHR – Rhythmic (Contermporary Hit Radio). В ефира на Радио City звучат най-актуалните поп, денс, и R’n’B хитове, както и част от най-големите класики за последните няколко години. Програмата е насочена към младите и активни хора на възраст между 15 – 30 години. Тя е целенасочено лишена от водещи и новини, предоставяйки ефира само и единствено на съвременната музика, комбинирана в перфектен микс – това прави Радио City уникално по облик и звучене. Идеята е, всеки път, когато слушателят си пусне Радио City, да чуе най-новите хитове. Слоганът на радио е „Хитове до скъсване“
Радио City e част от радиогрупата „Фреш Медиа България“ АД (до 2018 г. Communicorp Group).

## Телевизия City
Телевизия City е 24 часова музикална телевизия, която стартира излъчването си на 1 октомври 2005 година на територията на цялата страна по кабел и сателит. Музикалната плейлиста включва най-новите заглавия от поп, денс и R’n’B хитове, както и наложили се такива през последните няколко години. Програмата е насочена към младите хора на възраст между 15 – 30 години. Телевизия City пуска най-новите клипове на световните и български музикални звезди. Слоганът ѝ е „Хитове до скъсване“, познат от ефира на Радио City, което допълнително затвърждава Телевизия City като телевизията на младото поколение.
Телевизия City e първият официален партньор на телевизия MTV в България. През 2011 г. стартира излъчване на поредица от популярни MTV заглавия.
През 2012 г. телезивизията започва да излъчва във формат 16:9. Първият видеоклип, който City TV излъчи на 19 януари 2012 г. в 00:00 ч. в новия си формат – 16:9, е We Found Love на Rihanna feat. Calvin Harris – песен, която оглавява световните музикални класации.
City e част от най-голямата радиогрупата „Фреш Медиа България“ АД (до 2018 г. Communicorp Group).
От есента на 2022 г. телевизията започна излъчване в HD качество (1080p/1080i).

## Концерти и промоции
Радио и телевизия City организират три поредни години Loop Live – безплатен концерт на едни от най-актуани световни звезди. Концертите се провеждат на площад Ал. Батемберг в София през 2007, 2008 и 2009 г. Част от световните звезди, които взимат участие в концертите са Outlandish, Yarabi, Lumidee, Guru Josh Project, Inna, Tom Boxer, Kelly Rowland, DJ Andi ft. Stella, Lexter, Verona, Burhan G, R.I.O и още много.
През 2011 г. радио City празнува 10 годишен юбилей. По този повод радиото организира игра 10 от включилите се на 10 от най-големите световни концерти.
- Ne-Yo – 26 февруари 2011 г., Лондон
- Shakira – 9 май 2011 г., Белград
- Lady Gaga – 15 юни 2011 г., Париж
- Black Eyed Peas – 25 юни 2011 г., Париж
- Take That – 12 юли 2011 г., Милано
- Britney Spears – 30 септември 2011 г., Будапеща
- Katy Perry – 14 октомври 2011 г., Лондон
- Rihanna – 8 декември 2011 г., Будапеща
- Nicole Scherzinger – 19 февруари 2012 г., Лондон
- Madonna – 14 юли 2012 г., Париж
- Ed Sheeran 31 август 2024

## ТВ предавания
- Моята най – добра приятелка – My Best Friend
- Адът – The Hills – от 1 до 5 сезон